# Adolf-Grimme-Preis 1978
Der 14. Adolf-Grimme-Preis wurde 1978 verliehen. Die Preisverleihung fand am 16. März 1978 im Theater Marl statt.
Im Rahmen der Veranstaltung wurden neben dem Adolf-Grimme-Preis noch weitere Preise, unter anderem die Preise des Stifterverbands für die Deutsche Wissenschaft und der Marler Gruppe, vergeben.

## Preisträger

### Adolf-Grimme-Preis mit Gold
- Imre Gyöngyössy (Buch) und Barna Kabay (Regie) (für die Sendung Ein ganz gewöhnliches Leben, ZDF)
- Wolfgang Drescher (für die Produktion von Hungerstreik in Duisburg, WDR)
- Klaus Wildenhahn (Buch) und Gisela Tuchtenhagen (Regie) (für die Sendung Emden geht nach USA, Teil 1, NDR)

### Adolf-Grimme-Preis mit Silber
- Edgar Reitz (für die Regie bei Stunde Null, WDR)

### Adolf-Grimme-Preis mit Bronze
- Frank Strecker (für Buch und Regie zu Hier fällt ein Haus, dort steht ein Kran und ewig droht der Baggerzahn oder die Veränderung der Stadt, SR)
- Alexander Ziegler (Buch) und Wolfgang Petersen (Regie) (für die Sendung Die Konsequenz, WDR)

### Besondere Ehrung
- Redaktion Kleines Fernsehspiel (ZDF)
- Hans Abich (für Verdienste um das Programm wie auch um die Arbeitsgemeinschaft der Rundfunkanstalten Deutschlands)

### Ehrende Anerkennung
- Ottokar Runze (für die Regie bei Im Namen des Volkes, NDR)
- Ebbo Demant (für die Regie bei Armut ohne Ausweg, SWF)

### Sonderpreis des Kultusministers von Nordrhein-Westfalen
- Peter Hamm (für Buch und Regie zu Die verbotene Schönheit, WDR)

### Förderpreis des Stifterverbands für die Deutsche Wissenschaft
- Helmut Greulich (für die Regie bei Betrifft Fernsehen: Vier Wochen ohne Fernsehen, ZDF)

### Publikumspreis der Marler Gruppe
- Die Konsequenz, WDR